# Грицак, Евгений Михайлович
Евгений Михайлович Грицак (7 января 1890, с. Пиратин — после 22 октября 1945, Словакия) — украинский и советский педагог, языковед, публицист.

## Биография
Окончил Тернопольскую гимназию (1908). Учился в Львовском и Краковском университетах.
Профессор украинских гимназий в Перемышле (1922—1939) и Ярославе (1940—1944).
В течение 1915—1920 — учительствовал в Миргород и Киеве; сотрудничал с Терминологической комиссией ВУАН; в 192—1922 — директор гимназии села Могильное Гайсинского уезда Подольской губернии (теперь село Могильное Кировоградской области).
В 1940—1943 годах — профессор и доктор Украинской государственной гимназии в Ярославе. Преподавал украинский и латинский языки, пропедевтику, заведовал гимназической библиотекой, был руководителем литературно-научного кружка.
Пропал при невыясненных обстоятельствах в лагере для перемещённых лиц после 22 октября 1945 года.

## Труды
Автор работ по диалектологии, терминоведению, ономастике, словообразованию, культуре речи, лингводидактике:
- «Говор с. Могильной Гайсинского уезда на Подолье» (1930),
- «Народная пасхальная терминология» (1934),
- «Речь Александра Духновича»,
- «Сокращение и сокращенные слова в украинском языке»,
- «Топографические названия села Сушица Рыковой в Старосамборщине»,
- «Украинские названия местный Перемиской епархии ста лет назад» (все четыре — 1937),
- «Влияние церкви и религии на украинский язык (Студия с участка украинской лексикографии)»,
- «Лексика села Суши-ке Рыковой в Старосамборщине», «Статистика ударений в украинском языке» (все три — 1938) и др.

Вместе с Костей Киселёвским составил «Украинско-польский и польско-украинский словарь» (т. 1—2, 1930—1931, 1990).
Грицак исследовал творчество Горация, Тараса Шевченко, Николая Устияновича, Маркиана Шашкевича, Григория Цеглинского, Петра Карманского; изучал историю украинской церкви, календарные обряды, фольклор.